# 안소니 가드너
안소니 가드너(Anthony Gardner, 1980년 9월 19일 ~ )는 잉글랜드의 전 축구 선수이다. 현역 시절 포지션은 센터백이었다.